# Гененко Анатолій Тимофійович
Анато́лій Тимофі́йович Гене́нко (нар. 26 лютого 1927, смт Нові Санжари) — прозаїк. Заслужений журналіст України. 

## Життєпис
Народився 26 лютого 1927 році в смт Нові Санжари Новосанжарського району Полтавської області. 
Закінчив Донецький педінститут (1951). 
Працював завідувачем відділу пропаганди та агітації (1951–1955), заступником редактора (1958–1959) газети «Комсомолец Донбасса». Кореспондент радіомовлення по Донбасу на закордон (1955–1958). 
У 1959 - 1963 був на партійній роботі. 
Заступник головного редактора газети «Социалистический Донбасс» (1963–77); головний редактор видавництва «Донбасс» (1977–98). 

## Нагороди та відзнаки
Нагороджений медалями. 

## Творчий здобуток
Пише російською мовою. Писав про шахтарів, металургів, будівельників Донбасу. Захоплюючись морем, пройшов тисячі миль (від рядового матроса до першого пом. капітана). У 1969 опублікована перша книжка документальних нарисів «За семь морей». 
Автор збірок оповідань, повістей, нарисів: «В морях твоя дорога» (1971), «Море на всю жизнь» (1979, співавт.), «В зоне циклона» (1982), «Гавани сердца» (1983, співавт.), «В кольце ветров» (1985), «Крепче шторма» (1987), «Крутая волна» (1990). Надрукував оповідання та нариси у низці колективних збірників, періодичних виданнях. Усі зазначені твори опубліковані у Донецьку.

## Родинні зв'язки
- Син — Гененко Юрій Анатолійович (17. 09. 1958, м. Сталіно) — фізик.